# زاوية مواجهة

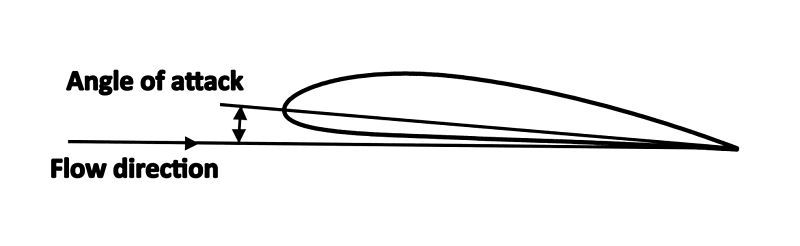
زاوية مواجهة

الخطوط السوداء ترسم التيارات الهوائية، والزاوية α هي زاوية المواجهة

زاوية المواجهة أو زاوية الورود أو زاوية الهبوب (بالإنجليزية Angle of attack ) هي الزاوية التي يرسمها بطن جناح الجسم الطائر مع اتجاه التيارات الهوائية التي يتحرك فيها.
قوة الرفع لجناح تتعلق مباشرة مع زاوية المواجهة، كلما زادت الزاوية كلما زادت قوة الرفع (وهذا بسبب زيادة المسافة التي تقطعها التيارات فوق الجناح ما يسبب فرقا في الضغط بين فوق وتحت الجناح فيؤدي إلى نشوء قوة رافعة للأعلى )، ويبقى ذلك صحيحا حتى الوصول إلى درجة القطيعة أين تتراجع.

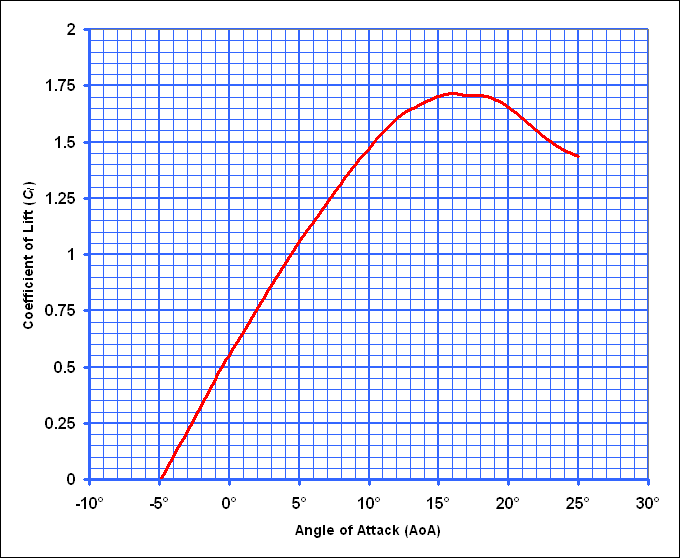
رسم بياني لتغير معامل الرفع بالنسبة لزاوية المواجهة

## زاوية المواجهة الحرجة
زاوية المواجهة الحرجة هي زاوية المواجهة التي لا يعود عندها الهواء يجري بسلاسة كافية فوق السطح العلوي للجسم الطائر.